# Martin van Ophuizen
Martinus Andreas (Martin) van Ophuizen (Purmerend, 3 november 1968) is een Nederlands voormalig voetballer. Hij werd meestal opgesteld als libero. 

## Carrière
Van Ophuizen begon zijn professionele loopbaan bij AZ in 1988. Na 6 seizoenen met AZ in de Eerste divisie te hebben gespeeld maakte hij in 1994 de overstap naar Fortuna Sittard waarmee hij aan het einde van het eerste seizoen promoveerde naar de Eredivisie. Na 2 seizoenen in de Eredivisie met Fortuna vertrok hij voor een buitenlands avontuur naar KSK Beveren in de Eerste klasse in België waar hij 3 seizoenen verbleef. Hij keerde in 2000 terug naar Nederland en speelde een laatste seizoen bij VV Noordwijk.
Na zijn professionele voetbalcarrière richtte Van Ophuizen zich op het adviseren en begeleiden van spelers, trainers en clubs op het gebied van voetbal (contractbegeleiding, juridisch advies etc.).
In 2017 werd hij aangesteld als hoofdtrainer van VPV Purmersteijn in de Hoofdklasse Zondag.

## Clubstatistieken
| seizoen | club            | competitie     | duels | goals |
| ------- | --------------- | -------------- | ----- | ----- |
| 1988/89 | AZ              | Eerste divisie | 7     | 0     |
| 1989/90 | AZ              | Eerste divisie | 28    | 1     |
| 1990/91 | AZ              | Eerste divisie | 34    | 0     |
| 1991/92 | AZ              | Eerste divisie | 35    | 4     |
| 1992/93 | AZ              | Eerste divisie | 29    | 4     |
| 1993/94 | AZ              | Eerste divisie | 32    | 2     |
| 1994/95 | Fortuna Sittard | Eerste divisie | 31    | 0     |
| 1995/96 | Fortuna Sittard | Eredivisie     | 14    | 2     |
| 1996/97 | Fortuna Sittard | Eredivisie     | 14    | 0     |
| 1997/98 | KSK Beveren     | Eerste klasse  | 26    | 0     |
| 1998/99 | KSK Beveren     | Eerste klasse  | 11    | 0     |
| 1999/00 | KSK Beveren     | Eerste klasse  | 22    | 0     |